# Withypool
Withypool est un village et une ancienne paroisse civile du Somerset, en Angleterre.